# Stary Kazanów
Stary Kazanów (dawniej Kazanów Poduchowny) – wieś sołecka w Polsce, położona w województwie świętokrzyskim, w powiecie koneckim, w gminie Końskie.
W latach 1975–1998 miejscowość administracyjnie należała do województwa kieleckiego.
Wierni kościoła rzymskokatolickiego należą do parafii Zwiastowania Najświętszej Maryi Panny w Nowym Kazanowie.

## Części wsi
| SIMC    | Nazwa   | Rodzaj    |
| ------- | ------- | --------- |
| 1017824 | Za Górą | część wsi |

## Historia
Wieś Kazanów Poduchowny wspomina Długosz w wieku XV jako dziedzictwo Dominika Litwosa herbu Grzymała (I, 327). (Czytaj też Łaski, Lib.benef. II, 701). W XIX wieku Kazanów Poduchowny opisywano następująco „osada w gminie i parafii Końskie, gruntu mórg 68. Budynków mieszkalnych drewnianych 3, murowanych 3. Mieszkańców było mężczyzn 9 i kobiet 14. Jest w Kazanowie Poduchownym kościół filialny murowany, po klasztorze bernardynów erygowany w 1523 r. zaś zbudowany dopiero w 1694 roku przez Kazanowskich. Jest to starożytne gniazdo rodu Kazanowskich”.

## Zabytki
- Pozostałości ruin zamku, wzniesionego w połowie XVI w. przez Marcina Kazanowskiego. W latach 1637–1643 zamek został przebudowany na wczesnobarokowy pałac, na potrzeby Adama Kazanowskiego. Do dziś po pałacu pozostał tylko kopiec kryjący jego fundamenty. Obiekt ten składał się z prostokątnego, dwuizbowego domu mieszkalnego (wymiary 8,5 x 10,5 m) opiętego na trzech narożach cylindrycznymi basztami (największa miała średnicę 5,8 m), przez co cały dwór miał rzut odwróconej litery L. Od północy do opisanego domu dochodził dziedziniec (wymiary 8,5 x 12 m) otoczony kamiennym murem, w którego północno-wschodnim narożniku ulokowano mały, prostokątny budynek bramny. Całość założenia ulokowanego na kopcu ziemnym, otaczała szeroka na 10–15 m wypełniona wodą fosa, a więc obiekt miał wyraźnie zaznaczone walory obronne[8].